# Nandor

De scheiding van de elfen.

Nandor is een boselfenvolk uit de fictieve wereld van J.R.R. Tolkien.
De naam Nandor is Sindarijns en betekent waarschijnlijk Zij die terugkeerden. Ze waren net als de meeste andere Teleri op weg gegaan van Cuiviénen op weg naar Valinor maar voordat zij de Hithaeglir zouden overstijgen besloten ze de reis niet voort te zetten.

## Laiquendi
Een deel van de Nandor trok Ossiriand in Beleriand binnen. Hun leider Denethor leidde ze in de eerste grote slag van Beleriand, nog voordat de Noldor in hun ballingschap uit Valinor aankwamen. Mede vanwege slechte bewapening en training leden ze echter zware verliezen en de Nandor namen dan ook geen deel meer aan de grote oorlogen tot de laatste slag in de Oorlog van Gramschap. Zij vielen echter wel het leger van Nogrod aan dat op de terugtocht was van hun vernietiging van Menegroth na het geschil om de Nauglamír.
De Groene Elfen leefden verborgen in Ossiriand. Zij bezaten zo'n grote kennis van het bos dat een vreemdeling die hun land doorkruiste niets van hen merkte. Zij waren in lente en zomer in het groen gekleed. Hun gezang klonk tot over de Gelion. Daarom noemden de Noldor dat land Lindon: Land van Muziek. En de bergen daarachter noemden zij de Ered Lindon.

## Boselfen / Galadhrim
Ook vestigden Avari zich vanaf het begin van de koninkrijken van de boselfen in Rhovanion en het latere grondgebied van Gondor zich bij de plaatselijke bevolking en een deel van de Sindar en Laiquendi die de ondergang van Beleriand overleefden vestigden zich in de Tweede Era bij de boselfen. 
Legers van de boselfen vochten mee in de oorlog tegen Sauron in de Tweede Era als onderdeel van het Laatste Bondgenootschap van elfen, mensen en dwergen. 
De Nandor leven in de diepe wouden van Midden-aarde. Twee groepen Boselfen komen voor in In de Ban van de Ring: in Lothlórien en in het Demsterwold:
- Lothlórien, ook wel het gouden woud was het thuis van de Sindarvorsten Amdír en Amroth. Later vestigden Noldorijnse Galadriel en haar Sindarijnse echtgenoot Celeborn er zich. Het volk bestond uit Sindar en boselfen. Zij werden later ook wel Galadhrim genoemd.
- Het Grote Groenewoud (later het Demsterwold) was het grootste woud van Midden-aarde in de Derde Era. Hier heersten Oropher en later zijn zoon Thranduil (de elfenkoning uit De Hobbit). Thranduil en zijn zoon Legolas waren zelf Sindar, maar hun volk bestond voornamelijk uit boselfen.